# BC Perla Harghitei Miercurea Ciuc
El BC Perla Harghitei Miercurea Ciuc es un equipo de baloncesto rumano con sede en la ciudad de Miercurea Ciuc, que compite en la Divizia A (baloncesto), la máxima competición de su país. Disputa sus partidos en la Sala Sporturilor Miercurea Ciuc, con capacidad para 1.700 espectadores.

## Posiciones en liga
- 2010 (3-B)
- 2011 (14-A)
- 2012 (14)
- 2013 (15)

## Palmarés
- Semifinales Liga I -  2010